# Restio bolusii
Restio bolusii är en gräsväxtart som beskrevs av Neville Stuart Pillans. Restio bolusii ingår i släktet Restio och familjen Restionaceae. Inga underarter finns listade i Catalogue of Life.